# Makati

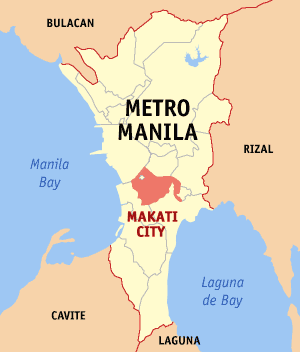
Makatis läge i Metro Manila

Makati (officiellt City of Makati) är en stad på ön Luzon i Filippinerna. Tillsammans med 16 andra städer och kommuner bildar den Metro Manila, eller Stormanila. Vid folkräkningen år 2000 hade staden 444 867 invånare i totalt 98 225 hushåll. Stadens yta är 27,3 km². Invånarantalet hade ökat till 510 383 invånare år 2007.

## Administrativ indelning
Makati är indelat i 33 smådistrikt, barangayer, varav samtliga är klassificerade som tätortsdistrikt.
| - Bangkal - Bel-Air - Cembo - Comembo - Carmona - Dasmari - East Rembo - Forbes Park - Guadalupe Nuevo - Guadalupe Viejo - Kasilawan - La Paz - Magallanes - Olympia - Palanan - Pembo - Pinagkaisahan | - Pio Del Pilar - Pitogo - Poblacion - Post Proper Northside - Post Proper Southside - San Antonio - San Isidro - San Lorenzo - Santa Cruz - Singkamas - South Cembo - Tejeros - Urdaneta - Valenzuela - West Rembo - Rizal 5 |